# Vittorio Urbani
Pour les articles homonymes, voir Urbani.
Vittorio Urbani, né le 11 février 1948 à Rome, est un coureur cycliste italien, professionnel de 1970 à 1973.

## Palmarès
- 1969
  - Tour du Val d'Aoste
  - Tour du Latium amateurs
- 1970
  - 2e du Trophée Matteotti

## Résultats sur les grands tours

### Tour d'Italie
4 participations
- 1970 : 48e
- 1971 : 27e
- 1972 : 28e
- 1973 : abandon (4e étape)

### Tour d'Espagne
1 participation
- 1972 : abandon (10e étape)